# Las Rejas (métro de Santiago)
Las Rejas est une station de la ligne 1 du métro de Santiago au Chili.

## Situation sur le réseau
La station est située entre Pajaritos à l'ouest, en direction de San Pablo et Ecuador à l'est, en direction de Los Dominicos. Elle est établie sous l'intersection entre les avenues du Libérateur Général Bernardo O'Higgins et Las Rejas, à la jonction des communes de Lo Prado et Estación Central.

## Histoire
La station est ouverte le 15 septembre 1975, lors de la mise en service du premier tronçon de la ligne 1. Le nom évoque l'ancien Fundo Las Rejas qui occupait une grande partie de cette zone et qui a donné son nom au quartier et à l'avenue principale.

## Services aux voyageurs

### Accès et accueil
La station comprend quatre accès dont deux équipés d'ascenseurs.